# Seymour Stein
Seymour Stein (Nueva York, 18 de abril de 1942-Los Ángeles, 2 de abril de 2023) fue un empresario estadounidense de la industria musical. Fue vicepresidente de la compañía Warner Bros. Records y cofundador de la discográfica Sire Records.

## Trayectoria profesional
Durante sus años de estudiante de secundaria, trabajó como becario durante un par de veranos en la discográfica King Records de Cincinnati y unos años más tarde, en 1961, volvió a la misma empresa, donde trabajó durante dos años.
En 1966, junto con el productor musical Richard Gottehrer fundó Sire Productions, embrión de lo que más tarde sería Sire Records, el sello que lanzó a artistas como the Ramones, Talking Heads, the Pretenders, Madonna, The Replacements, Depeche Mode, The Smiths, The Cure, Ice-T, The Undertones o Echo & the Bunnymen.
Tal fue la influencia de Stein en el desarrollo y promoción del género new wave, que se le ha atribuido a él la invención este término, frente al término punk, que consideraba peyorativo. Aunque el uso del término New Wave en inglés ya había sido usado en la década de los 60 para designar el movimiento cinematográfico francés de la nouvelle vague, conocido en el mundo anglosajón como French New Wave.
Stein presidió Sire Records hasta su retiro en 2018, cargo que ocupó a la par de la vicepresidencia de Warner Bros. Records. Con esta última compañía firmó un contrato de venta y distribución de 1976 a 1994 y de nuevo desde abril de 2003 hasta su retiro.

## Reconocimientos
Fue incluido en el Salón de la Fama del Rock and Roll el 14 de marzo de 2005 por sus contribuciones a la industria musical y el 9 de junio de 2016 recibió el premio Richmond Hitmaker, que concede el Salón de la Fama de los Compositores. Una canción incluida en el primer álbum de Belle and Sebastian lleva su nombre, tras la intención de Stein de fichar al grupo para su sello. Start Murdoch, cantante de Belle and Sebastian, manifestó tras la muerte de Stein que «los hombres de las compañías discográficas en ese entonces, especialmente aquellos tan eminentes como el Sr. Stein, parecían figuras de fantasía que podían hacer realidad todos tus sueños. La canción es una súplica silenciosa a Seymour para que arreglase mi desorden personal y emocional que en realidad era bastante poco realista e irrazonable».